# 亞東洋海花介
亞東洋海花介（学名：Pontocythere subjaponica）为荊花介科海花介屬下的一个种。